# MiMa (museu)
El MiMa és un museu de mineralogia i matemàtiques situat a Oberwolfach, al centre de la Selva Negra, al sud d'Alemanya. El museu es va inaugurar el 30 de gener de 2010 després d'una fase de conversió i expansió de dos anys. Està gestionat conjuntament pel municipi d'Oberwolfach, l'Oberwolfach Society of the Friends of Minerals and Mining i l'Institut de Recerca de Matemàtiques de la mateixa localitat.
La idea és unir aquestes dues diferents característiques de la regió en un museu interactiu: els minerals de la Selva Negra de la Societat d'Amics dels Minerals i la Mineria, i el coneixement de l'institut matemàtic. El museu no només mostra minerals i coneixements sobre les matemàtiques, sinó també els vincles entre aquests dos camps. Les instal·lacions interactives ajuden a dilucidar els temes de simetria i cristal·lografia.